# Gerson Vidal
Gerson Vidal (Cali, Valle del Cauca, Colombia; 4 de abril de 1994) es un futbolista Colombiano. Juega de delantero.

## Clubes
| Club                | País     | Año         |
| ------------------- | -------- | ----------- |
| Deportivo Cali      | Colombia | 2013 - 2014 |
| Real Santander      | Colombia | 2015        |
| Jaguares de Córdoba | Colombia | 2016        |
| Barranquilla F. C.  | Colombia | 2016        |
| Deportivo Pereira   | Colombia | 2017        |

## Palmarés

### Torneos nacionales
| Título                | Club           | País     | Año  |
| --------------------- | -------------- | -------- | ---- |
| Superliga de Colombia | Deportivo Cali | Colombia | 2014 |